# Caenoplana sulphurea
Caenoplana sulphurea is een platworm (Platyhelminthes). De worm is tweeslachtig. De soort leeft in of nabij zoet water.
Het geslacht Caenoplana, waarin de platworm wordt geplaatst, wordt tot de familie Geoplanidae gerekend. De wetenschappelijke naam van de soort werd, als Geoplana sulphurea ("sulphureus"), voor het eerst geldig gepubliceerd in 1888 door Fletcher & Hamilton.